# Grönsnabbvinge
Grönsnabbvinge, Callophrys rubi, är en fjärilsart i familjen juvelvingar. Vingspannet varierar mellan 23 och 25 millimeter, på olika individer.

## Beskrivning
Grönsnabbvingen är brun på ovansidan och hanen har en ljusare fläck i framkanten av framvingen. Undersidan är gulgrön till grön. Beroende på var fjärilen är hemmahörande geografiskt kan den ha en streckad vit linje tvärs över bakvingen och otydligare på framvingen, men linjen kan också saknas helt. Larven är grön, ibland med smala gulgröna linjer, och den blir upp till 15 millimeter lång.

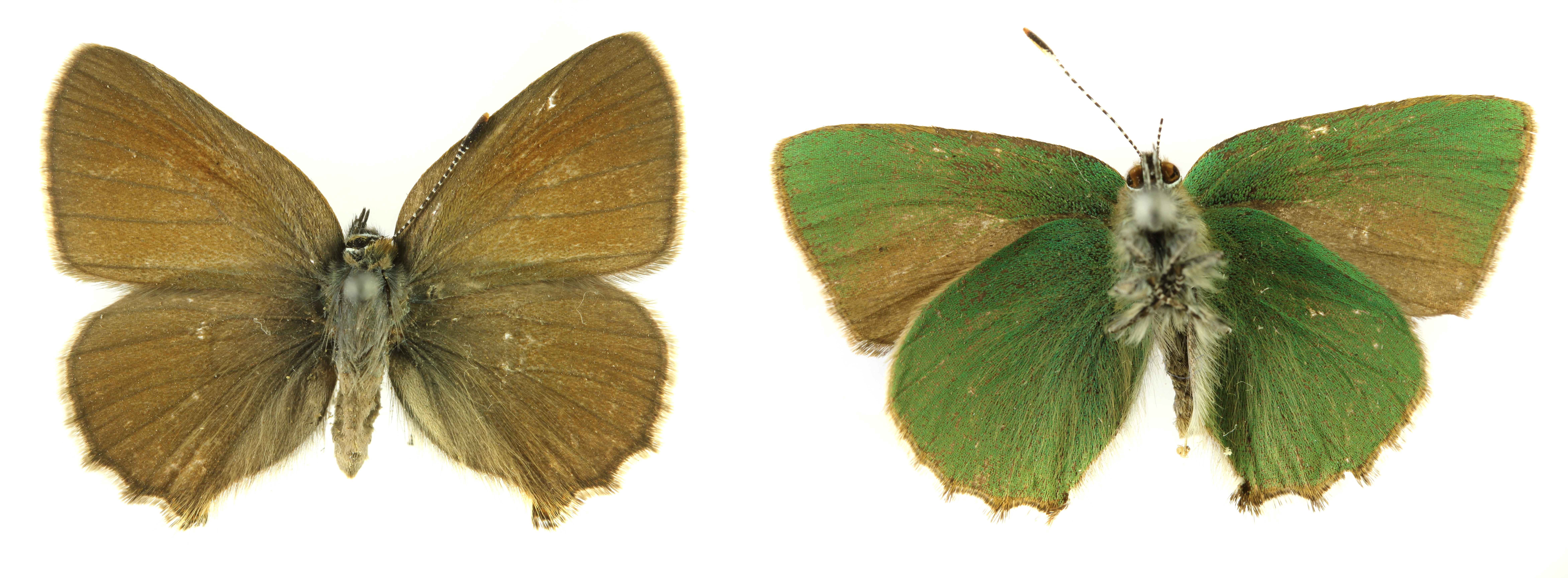
Grönsnabbvinge

## Levnadssätt
Värdväxter för denna fjäril är bland annat arter i blåbärssläktet, ginstsläktet, klöversläktet och hallonsläktet.
Grönsnabbvingens flygtid är olika beroende på geografin. I norr flyger den i en generation mellan april och juni och i söder i flera generationer mellan mars och juli.
När fjärilen sitter still har den alltid vingarna hopfällda. Den sitter ofta på blad och då utgör den gröna undersidan ett bra kamouflage.

## Utbredning
Grönsnabbvingen finns i norra Afrika, nästan hela Europa och vidare genom mindre Asien, Sibirien, Mongoliet, delar av Pakistan, Amurområdet och Kamtjatka. I Norden är den allmän i Danmark, Sverige och Finland och finns lokalt även i Norge.